# Músculos pneumáticos artificiais

Músculo de ar contraindo e estendendo.

Os músculos artificiais pneumáticos (em inglês, Pneumatic artificial muscles ou PAMs) são dispositivos contráteis ou extensionais operados pelo ar pressurizado que enche uma bexiga pneumática. Em uma aproximação dos músculos humanos, os PAMs são geralmente agrupados em pares: um agonista e um antagonista.
Os PAMs foram desenvolvidos pela primeira vez (sob o nome de McKibben Artificial Muscles) na década de 1950 para uso em membros artificiais. A empresa de borracha Bridgestone (Japão) comercializou a ideia na década de 1980 sob o nome de Rubbertuators.
A força de retração dos PAMs é limitada pela soma da resistência total das fibras individuais no invólucro de tecido. A distância de esforço é limitada pela tensão da trama; um tecido muito solto permite um maior abaulamento, que torce ainda fibras individuais na trama.
Um exemplo de uma configuração complexa dos músculos de ar é a Shadow Dexterous Hand, desenvolvida pela Shadow Robot Company, que também vende uma variedade de músculos para integração em outros projetos ou sistemas.

## Vantagens
Os PAMs são muito leves porque seu elemento principal é uma membrana fina. Isso permite que eles estejam diretamente conectados à estrutura que eles alimentam, o que é uma vantagem quando se considera a substituição de um músculo defeituoso. Se um músculo defeituoso tiver que ser substituído, sua localização será sempre conhecida e sua substituição se tornará mais fácil. Esta é uma característica importante, uma vez que a membrana é conectada a pontos de extremidade rígidos, o que introduz concentrações de tensão e, portanto, possíveis rupturas na membrana.
Outra vantagem dos PAMs é o comportamento complacente inerente, que faz o PAM "ceder" quando uma força é exercida sobre ele, sem aumentar a força na atuação. Esta é uma característica importante quando o PAM é usado como um atuador em um robô que interage com um humano, ou quando operações delicadas precisam ser realizadas.
Nos PAMs, a força não depende apenas da pressão, mas também do seu estado de inflação. Esta é uma das principais vantagens; o modelo matemático que suporta a funcionalidade PAMs é um sistema não linear, o que os torna muito mais simples  que os atuadores pneumáticos convencionais do cilindro para controlar precisamente. A relação entre força e extensão em PAMs espelha o que é visto na relação comprimento-tensão em sistemas musculares biológicos.
A compressibilidade do gás também é uma vantagem, uma vez que acrescenta conformidade. Como com outros sistemas pneumáticos, os atuadores do PAM geralmente precisam de válvulas elétricas e um gerador de ar comprimido.
A natureza do tecido solto do invólucro da fibra exterior também permite que os PAMs sejam flexíveis e mimetizem sistemas biológicos. Se as fibras superficiais estiverem muito danificadas e se tornarem distribuídas de maneira desigual, deixando uma lacuna, a bexiga interna pode inflar-se pelo espaço e romper-se. Como em todos os sistemas pneumáticos, é importante que eles não sejam operados quando danificados.

## Operação hidráulica
Embora a tecnologia seja operada principalmente pneumaticamente (a gás), não há nada que impeça que a tecnologia também seja operada hidraulicamente (com líquido). O uso de um fluido incompressível aumenta a rigidez do sistema e reduz o comportamento complacente.
Em 2017, esse dispositivo foi apresentado pela Bridgestone e pelo Instituto de Tecnologia de Tóquio, com uma relação força/peso reivindicada cinco a dez vezes maior do que para motores elétricos convencionais e cilindros hidráulicos.